# جيمس كولياندر
جيمس إيليس كولياندر (بالإنجليزية: James Colliander)‏ (ولد في 22 يونيو 1967) عالم رياضيات أمريكي كندي يشغل حاليا منصب أستاذ الرياضيات في جامعة كولومبيا البريطانية، مديرا لمعهد المحيط الهادئ للعلوم الرياضية، المؤسس والمدير التنفيذي لشركة تعليم التكنولوجيا تسمى كرومارك.
اشتهر كولياندر باسهاماته في تطوير المعادلات التفاضلية الجزئية.

## السيرة الذاتية

### النشأة والتعليم
ولد كولياندر في إل باسو، تكساس، التي عاش فيها حتى عامه الثامن قبل أن ينتقل للعيش في هاستينغز، مينيسوتا. التحق بكلية ماكالستر وتخرج منها في عام 1989 ليبدأ مسيرته العملية بالعمل لدى معمل أبحاث البحرية الأمريكية في تطوير حساسات الألياف الضوئية لمدة عامين ليلتحق بعدها بمدرسة الدراسات لدراسة الرياضيات. التحق بجامعة إلينوي في إربانا-شامبين وتخرج منها بعد حصوله على درجة الدكتوراه عام 1997، أشرف على أطروحته عالم الرياضيات البلجيكي جان بورغين.
حصل كولياندر على زمالة ما بعد الدكتوراه في جامعة كاليفورنيا، بركلي كما درس العديد من الفصول الدراسية في جامعة شيكاغو، معهد الدراسات المتقدمة ومعهد أبحاث العلوم الرياضية.

## الأبحاث
تناولت أغلبية أبحاث كولياندر الجوانب الديناميكية لحلول المعادلات التفاضلية الجزئية من معادلات هاملتوني وخاصة معادلة شرودنغر غير الخطية.
تعاون كولياندر مع كلا من ماركوس كيل، جيجلولا ستافيلاني، هيدو تاكاوكا وترينسي تاو في تكوين مجموعة تحت اسم أي تيم "I-team". رجح البعض سبب تسمية الفريق بهذا الاسم إلى الإشارة إلى أهمية عمل المجموعة كفريق واحد في حين أشار البعض إلى أن الاسم ناتج عن تداخل موجات الضوء مع بعضها البعض. ظهر عمل المجموعة في استشهادات تيرنس تاو في عام 2006 أثناء تكريمه وحصوله على وسام فيلدز.

## المنشورات
- "الجود العالمي والتشتت لمعادلة شرودنجر اللاخطية في مجال الطاقة في ℝ3- "مجلة حوليات الرياضيات- بالتعاون مع تيرنس تاو عام 2008.
- "نقل الطاقة إلى ترددات عالية في المكعب الذي يغير تركيز معادلة شرودنجر غير الخطية"- بالتعاون مع تيرنس تاو عام 2010- مجلة التطورات الرياضية.

## وصلات خارجية
- الصفحة الشخصية لجيمس كولياندر.
- منشورات جيمس كولياندر.
- جيمس كولياندر في مشروع إحصاء علماء الرياضيات.
- جيمس كولياندر يقدوم برنامج تعليمي للأطفال.

فيديوهات
- حوار جيمس كولياندر داخل جامعة كولومبيا البريطانية- اليوتيوب.
- إحدى محاضرات كولياندر عن المعادلات التفاضلية الجزئية- اليوتيوب.